# 30722 Бібліоран
30722 Бібліоран (30722 Biblioran) — астероїд головного поясу, відкритий 6 вересня 1978 року.
Тіссеранів параметр щодо Юпітера — 3,250.